# Cixius nervosus
Cixius nervosus är en insektsart som först beskrevs av Linnt 1758.  Cixius nervosus ingår i släktet Cixius och familjen kilstritar. Den blir 6-8,5mm och har stora och breda framvingar med mök skuggteckning. Honan avger stora mängder vitaktiv ullbeväxning, som bärs på bakkroppsspetsen. Efter parningen lägger hon äggen i marken och larverna lever underjordiska på växtrötter.  Enligt den finländska rödlistan är arten sårbar i Finland. Arten är reproducerande i Sverige. Artens livsmiljö är hagmarker och lövängar. Inga underarter finns listade i Catalogue of Life.